# RTL 4
«RTL 4» — один из крупнейших коммерческих телеканалов Нидерландов. Это самый смотримый коммерческий канал в стране, особенно популярный среди тех, кому от 20 до 49 лет.